# Сквер имени Олега Бабаева
Сквер имени Олега Бабаева — сквер, расположенный в центральной части города Кременчуг (Украина). Назван в честь бывшего городского головы Бабаева Олега Мейдановича. С 1977 по 2014 год носил название  «Октябрьский». 

## Описание
Сквер площадью 2,4 га расположен в центральной части Кременчуга, между улиц Соборная, Игоря Сердюка, Небесной Сотни и бульваром Пушкина. В сквере расположен памятник воину-освободителю, аллея Героев СССР, памятник Владимиру Ивановичу Вернадскому, памятник Олегу Мейдановичу Бабаеву, мемориал жертвам сталинских репрессий 1933-1937 годов, а также свето-музыкальный фонтан.

## История

### Сквер в советский период
До Второй мировой войны на месте нынешнего фонтана в сквере находился рынок, а территорию между улицей Лейтенанта Покладова и бульваром Пушкина занимала городская типография имени Григория Петровского «Кремпечать». Все постройки были уничтожены во время войны.
В послевоенные годы было расчищено место под сквер. В 1950 году были разбиты аллеи, высажены кусты, установлены скамейки. По проекту городского архитектора Льва Мироновича Шлапаковского была спланирована мемориальная часть сквера с памятником воину-освободителю. Железобетонный памятник высотой шесть метров был изготовлен Харьковским скульптурным комбинатом. Открытие состоялось 22 сентября 1951 года. На постаменте была выбита надпись: «Слава героям Советской Армии, отстоявшим свободу и счастье нашего народа».

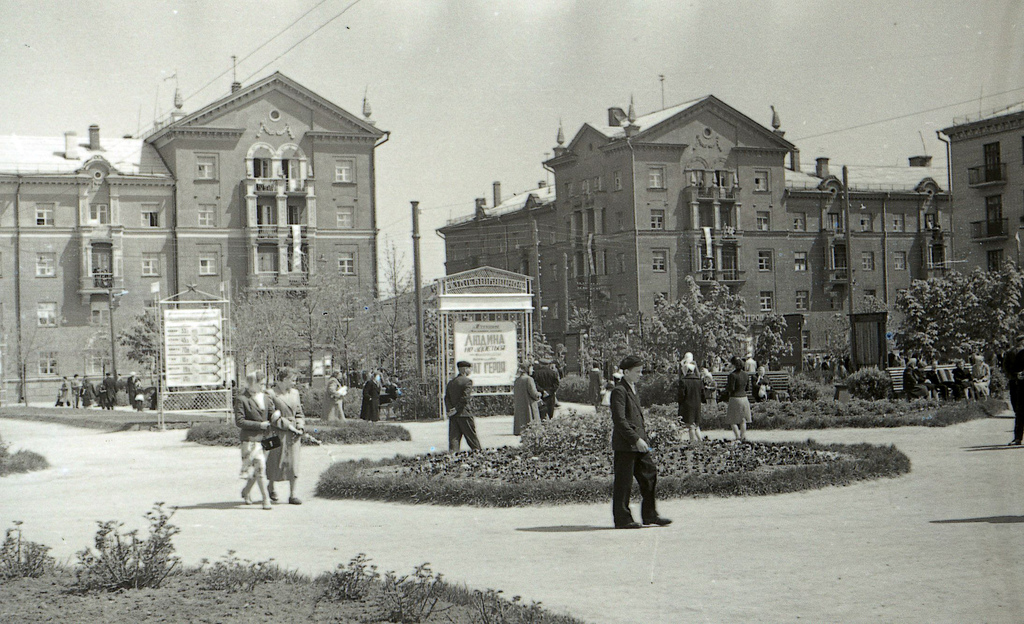
Сквер в 1960-е

Центральный вход в сквер находился со стороны улицы Соборной (тогда —  Ленина) и был оформлен в виде арки, на которой была установлена доска почета. Часть сквера с фонтаном была отделена от центральной части улицей Пушкина. В 1960-х годах в неё из основного сквера была перенесена доска почёта.
К 60-летию революции, в 1977 году, была проведена реконструкция скверов. Проезд между двумя скверами был закрыт, скверы были объединены, а фонтан — демонтирован.  В 1976 году в сквере напротив кинотеатра «Большевик» был открыт новый многопотоковый фонтан с подсветкой, авторства архитектора Дадонова. Дно фонтана украсило мозаичное панно. Из-за пятиугольной формы фонтан получил неофициальное название «Пентагон». Возле фонтана был установлен памятный знак в честь 60-летия революции, сквер получил название «Октябрьский».

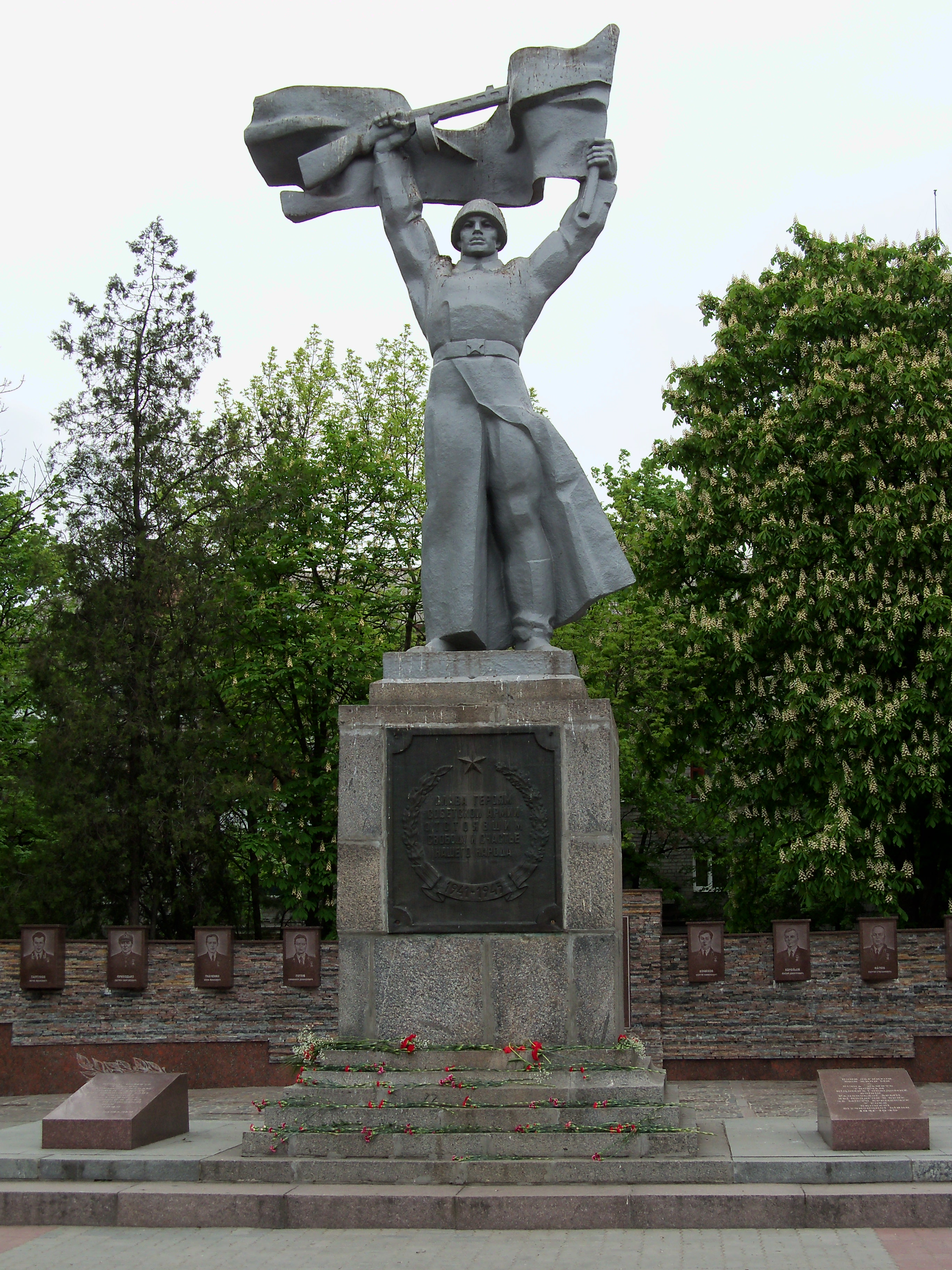
Памятник воину-освободителю в 2011 году

К 40-летию освобождения города, в 1983 году, на пьедестале памятника была установлена мемориальная доска с надписью «На этом месте, над бывшим зданием Дома печати, 29 сентября 1943 года воины 2-го батальона 19-й мотострелковой бригады под командованием капитана Ш. Н. Гогоришвили первыми водрузили красное знамя над освобождённым Кременчугом».
В 1989 году памятник был заменён: вместо плаща-палатки появилась шинель, а флаг и автомат солдат стал держать над головой. Возле памятника была создана аллея Героев СССР: были установлены мемориальные плиты с вмонтированными в них гильзами пушечных снарядов. На плитах были выбиты имена кременчужан — Героев Советского Союза.

### Сквер в постсоветской Украине
В 1996 году в сквере был установлен памятник жертвам сталинских репрессий. В 2005 году был установлен памятник Владимиру Ивановичу Вернадскому, советскому учёному, приезжавшему в Кременчуг с научными экспедициями.
В 2008 году была начата реконструкция сквера, включавшая в себя замену фонтана на свето-музыкальный, замену дорожных плиток, освещения, установку системы автоматического полива. Активные работы начались с приходом к власти городского головы Олега Мейдановича Бабаева. Торжественное открытие фонтана состоялось в День города, 29 сентября 2012 года.
27 августа 2014 года на сессии горсовета было принято решение о переименовании сквера в честь Олега Бабаева, убитого в июле того же года. На центральной аллее сквера 19 января 2015 года был открыт памятник городскому голове. В 2016 году в рамках декоммунизации была демонтирована мемориальная доска на камне с надписью: «Сквер Октябрьский был реконструирован в честь 60-летия Великой Октябрьской революции». Взамен была установлена новая доска, где указано, что сквер был заложен в 1950 году, реконструирован по инициативе Олега Бабаева и переименован в его честь в 2014 году.